# 田島みるく
田島 みるく（たじま みるく、1958年12月30日 - ）は、日本の漫画家、小説家。熊本県熊本市武蔵ヶ丘出身、埼玉県所沢市在住。熊本県立第一高等学校卒、明治大学農学部農芸化学科卒。女性で既婚（1男2女の母）。

## 経歴・人物
3歳から9歳の頃までは人吉市で過ごした。1986年、『週刊ヤングジャンプ』（集英社）掲載の4コマ漫画でデビュー。『本当にあった愉快な話』（竹書房）などで読者投稿漫画やエッセイ漫画、育児コミックなどを描いているほか、講演やテレビ番組出演もこなしている。代表作に、自身の育児体験をもとに描いた『あたし天使あなた悪魔』など。2010年からは、小説家としても活動を始めている。

## 単行本作品リスト
漫画作品
- ボッキーホラーSHOW（集英社）
- ツルネコ家族（竹書房）
- あたし天使あなた悪魔（婦人生活社、全4巻） ※2003年にPHP研究所から新装版全4巻発行。
- ケッコンカン（徳間書店）
- 桃尻草子（ぶんか社）
- ミルキィ通信（竹書房）
- アダムとイブの大疑問（青春出版社）
- 本当にあった愉快な話（竹書房）1 - 10巻
  - 本当にあった愉快な話 珍事件スペシャル
  - 本当にあった愉快な話セレクション
  - 本当にあった愉快な話 ヒィーギャー恐怖スペシャル
  - 本当にあった愉快な話 ここがヘンだよスクープ大賞編
  - 本当にあった愉快な話 愛憎ドキュメント編
  - 本当にあった愉快な話 生ネタいちばん!
- お子様ってやつは（PHP研究所）
- のぞみかなえ株式会社（主婦と生活社）
- うるわしのオジータ（竹書房）
- おかあさんがおこってる（主婦と生活社）
- 出産ってやつは（PHP研究所）
- 田島みるくのコギャル伝説くるみちゃん（ぶんか社）
- 好毛子さん（光文社）
- ガーデニングってやつは（PHP研究所）
- おかあさんはおこってる（主婦と生活社）
- とんでもママの子育て図鑑（日本文芸社）
- 田島みるくのXin Chao! こんにちはベトナム（東京書籍）
- 嫁VS姑聞いてよ聞いてっ!!（竹書房）
- 親バカってやつは（PHP研究所）

イラスト等担当作品
- 子どもを伸ばすあの手・この手・すべての手（著者：小林陽子、小学館）
- 最新介護保険まるごとQ&A（小学館）
- まるごとわかる株・投資信託・外貨預金の買い方、始め方（著者：吉田明弘、日本文芸社）
- ちんちんとおっぱいとだっこ（著者：松田ようこ、小学館）
- やさしくわかるワイン入門（PHP研究所）
- しあわせ脳にスイッチを入れる魔法の言葉51（著者：佐藤富雄、幻冬舎）

小説作品
- ぼくら!花中探偵クラブシリーズ（PHP研究所）
  - ぼくら!花中探偵クラブ 学園をおびやかす謎の幽霊事件
  - ぼくら!花中探偵クラブ 2 幽霊沼と三つ子地蔵の伝説
  - ぼくら!花中探偵クラブ 3 呪い村神隠し事件の謎